# Louroux-Bourbonnais
 Louroux-Bourbonnais  es una población y comuna francesa, situada en la región de Auvernia, departamento de Allier, en el distrito de Montluçon y cantón de Hérisson.

## Demografía
| 508 | 447 | 336 | 287 | 256 | 245 |
| Para los censos de 1962 a 1999 la población legal corresponde a la población sin duplicidades (Fuente: INSEE [Consultar]) |     |     |     |     |     |